# Nassella hunzikeri
Nassella hunzikeri är en gräsart som först beskrevs av José Aristida Alfredo Caro, och fick sitt nu gällande namn av Mary Elizabeth Barkworth. Nassella hunzikeri ingår i släktet nassellor, och familjen gräs. Inga underarter finns listade i Catalogue of Life.